# Bäckern
Bäckern ist ein bewohnter Gemeindeteil der amtsangehörigen Stadt Lenzen (Elbe), die zum Amt Lenzen-Elbtalaue im Landkreis Prignitz in Brandenburg gehört.

## Geografie
Der Ort liegt zwei Kilometer nordwestlich von Lenzen (Elbe) und 28 Kilometer westnordwestlich von Perleberg, dem Sitz des Landkreises Prignitz.
Nachbarorte sind Zuggelrade, Bochin und Rudow im Nordosten, Lenzen (Elbe) und Ziegelhof im Südosten, Mödlich im Südwesten, sowie Seedorf und Eldenburg im Nordwesten.